# Chinaia smithii
Chinaia smithii är en insektsart som beskrevs av Baker 1898. Chinaia smithii ingår i släktet Chinaia och familjen dvärgstritar. Inga underarter finns listade i Catalogue of Life.